# NGC 6292
NGC 6292 (również PGC 59498 lub UGC 10684) – galaktyka spiralna (Sbc), znajdująca się w gwiazdozbiorze Smoka. Odkrył ją Lewis A. Swift 8 lipca 1885 roku.